# ATP Toulouse
Der Grand Prix de Tennis de Toulouse war ein Herren-Tennisturnier, das von 1982 bis 1993 auf Teppich in der Halle und dann bis 2000 im Freien auf Hartplatz ausgetragen wurde. Es fand in der französischen Stadt Toulouse statt, war Teil der ATP World Series.

## Geschichte
Bis zur Gründung der ATP Tour 1990 war das Turnier Bestandteil des Grand Prix Tennis Circuit. Es fand im Palais des Sports de Toulouse statt.

## Siegerliste
Bei dem Turnier konnten sich mit Yannick Noah, Guy Forget, Arnaud Boetsch und Nicolas Escudé vier Franzosen in die Siegerliste eintragen. Forget gelangen drei Turniersiege, Boetsch und Noah gewannen je zweimal.

### Einzel
| Jahr | Sieger             | Finalist           | Finalergebnis  |
| ---- | ------------------ | ------------------ | -------------- |
| 2000 | Àlex Corretja      | Carlos Moyá        | 6:3, 6:2       |
| 1999 | Nicolas Escudé     | Daniel Vacek       | 7:5, 6:1       |
| 1998 | Jan Siemerink      | Greg Rusedski      | 6:4, 6:4       |
| 1997 | Nicolas Kiefer     | Mark Philippoussis | 7:5, 5:7, 6:4  |
| 1996 | Mark Philippoussis | Magnus Larsson     | 6:1, 5:7, 6:4  |
| 1995 | Arnaud Boetsch (2) | Jim Courier        | 6:4, 6:75, 6:0 |
| 1994 | Magnus Larsson     | Jared Palmer       | 6:1, 6:3       |
| 1993 | Arnaud Boetsch (1) | Cédric Pioline     | 7:65, 3:6, 6:3 |
| 1992 | Guy Forget (3)     | Petr Korda         | 6:3, 6:2       |
| 1991 | Guy Forget (2)     | Amos Mansdorf      | 6:2, 7:6       |
| 1990 | Jonas Svensson     | Fabrice Santoro    | 7:6, 6:2       |
| 1989 | Jimmy Connors (2)  | John McEnroe       | 6:3, 6:3       |
| 1988 | Jimmy Connors (1)  | Andrei Tschesnokow | 6:2, 6:0       |
| 1987 | Tim Mayotte        | Ricki Osterthun    | 6:2, 5:7, 6:4  |
| 1986 | Guy Forget (1)     | Jan Gunnarsson     | 4:6, 6:3, 6:2  |
| 1985 | Yannick Noah (2)   | Tomáš Šmíd         | 6:4, 6:4       |
| 1984 | Mark Dickson       | Heinz Günthardt    | 7:6, 6:4       |
| 1983 | Heinz Günthardt    | Pablo Arraya       | 6:0, 6:2       |
| 1982 | Yannick Noah (1)   | Tomáš Šmíd         | 6:3, 6:2       |

### Doppel
| Jahr | Sieger                                   | Finalist                           | Finalergebnis   |
| ---- | ---------------------------------------- | ---------------------------------- | --------------- |
| 2000 | Julien Boutter Fabrice Santoro (2)       | Donald Johnson Piet Norval         | 7:68, 4:6, 7:65 |
| 1999 | Olivier Delaître (2) Jeff Tarango        | David Adams John-Laffnie de Jager  | 3:6, 7:6, 6:4   |
| 1998 | Olivier Delaître (1) Fabrice Santoro (1) | Paul Haarhuis Jan Siemerink        | 6:2, 6:4        |
| 1997 | Jacco Eltingh (2) Paul Haarhuis (2)      | Jean-Philippe Fleurian Maks Mirny  | 6:3, 7:6        |
| 1996 | Jacco Eltingh(1) Paul Haarhuis (1)       | Olivier Delaître Guillaume Raoux   | 6:3, 7:5        |
| 1995 | Jonas Björkman John-Laffnie de Jager     | Dave Randall Greg Van Emburgh      | 7:6, 7:6        |
| 1994 | Menno Oosting Daniel Vacek               | Patrick McEnroe Jared Palmer       | 7:6, 6:7, 6:3   |
| 1993 | Byron Black Jonathan Stark               | David Prinosil Udo Riglewski       | 7:5, 7:6        |
| 1992 | Brad Pearce Byron Talbot                 | Guy Forget Henri Leconte           | 6:1, 3:6, 6:3   |
| 1991 | Tom Nijssen (2) Cyril Suk                | Jeremy Bates Kevin Curren          | 4:6, 6:3, 7:6   |
| 1990 | Neil Broad Gary Muller                   | Michael Mortensen Michiel Schapers | 7:6, 6:4        |
| 1989 | Mansour Bahrami Éric Winogradsky         | Todd Nelson Roger Smith            | 6:2, 7:6        |
| 1988 | Tom Nijssen (1) Ricki Osterthun          | Mansour Bahrami Guy Forget         | 6:3, 6:4        |
| 1987 | Wojciech Fibak Michiel Schapers          | Kelly Jones Patrik Kühnen          | 6:2, 6:4        |
| 1986 | Miloslav Mečíř Tomáš Šmíd                | Jakob Hlasek Pavel Složil          | 6:2, 3:6, 6:4   |
| 1985 | Ricardo Acuña Jakob Hlasek               | Pavel Složil Tomáš Šmíd            | 3:6, 6:2, 9:7   |
| 1984 | Jan Gunnarsson Michael Mortensen         | Pavel Složil Tim Wilkison          | 6:4, 6:2        |
| 1983 | Heinz Günthardt Pavel Složil (2)         | Bernard Mitton Butch Walts         | 5:7, 7:5, 6:4   |
| 1982 | Pavel Složil (1) Tomáš Šmíd              | Jean-Louis Haillet Yannick Noah    | 6:4, 6:4        |